# 호세 마누엘 에스피노사
호세 마누엘 에스피노사 고메스(스페인어: José Manuel Espinosa Gómez, 카스티야-라 만차 주 산 바르톨로메 데 라스 아비에르타스 ~)는 스페인의 전직 축구 선수로, 현역 시절 수비수로 활약했다.

## 클럽 경력
그는 레알 마드리드의 유소년부 출신으로, 1978-79 시즌에 2부 리그로 승격한 카스티야에 합류했다. 1979-80 시즌, 카스티야는 코파 델 레이 결승까지 올라갔지만, 결승전에서 레알 마드리드에 6-1로 대패했고, 에스피노사는 이 경기에 징계로 결장했다. 이 경기 패배에도 불구하고, 마드리드 2군은 레알 마드리드가 라 리가도 석권하여 유러피언컵 진출권을 확보함에 따라 이듬해 컵위너스컵 진출권을 획득했다.
에스피노사는 웨스트햄 유나이티드와의 컵위너스컵 1라운드 경기에 두 번 모두 출전했고, 1차전에서는 3-1로 이겼지만, 2차전 1-5 대패로 다음 라운드 진출이 좌절되었다. 이후 1981-82 시즌에 카스테욘과의 카스텔리아 구장에서 벌어진 원정 경기에서 1부 리그의 레알 마드리드 1군 신고식을 치렀다. 1982년 여름, 그는 스포르팅 히혼으로 이적해 6년을 활동했고, 그동안 소속 구단은 두 차례 UEFA컵 진출권을 획득했다. 그는 1988-89 시즌에 셀타 비고로 이적하여, 1부 리그에서 2년, 1989-90 시즌 강등 후 2부 리그에서 1년을 보냈다. 1991년, 그는 셀타와의 계약이 만료되면서 현역에서 은퇴했다.

## 국가대표팀 경력
그는 스페인 U-21 국가대표팀 경기에 9번 출전했다. 또한 그는 1982년 유럽 U-21 선수권 대회에 참가하여 서독과의 8강전에 출전했다.

## 수상
레알 마드리드
- 코파 델 레이: 1981-82